# Arapaoa (fleuve)
La rivière  Arapaoa (anglais : Arapaoa River) est le bras nord-est du  »Kaipara Harbour » situé dans la région du Northland dans le district de Kaipara, de l’île du Nord de la Nouvelle-Zélande. Elle s’étend sur 17 km de long avec une largeur moyenne de 3 km et a son embouchure en Mer de Tasman.